# Judgement (court métrage)
Pour les articles homonymes, voir Judgement.
Pour plus de détails, voir Fiche technique et Distribution.
Judgement (심판, Simpan) est un film sud-coréen réalisé par Park Chan-wook, sorti en 1999. Le film s'inspire de l'effondrement du grand magasin Sampoong

## Synopsis
Dans une morgue, un couple prétend identifier sa fille disparue pour toucher des indemnités.

## Fiche technique
- Titre : Judgement
- Titre original : 심판 (Simpan)
- Réalisation : Park Chan-wook
- Scénario : Park Chan-wook
- Photographie : Park Hyeon-cheol
- Montage : Kim Sang-bum
- Société de production : Studio Box
- Pays :  Corée du Sud
- Genre : Drame
- Durée : 26 minutes
- Dates de sortie : 
  -  Corée du Sud : octobre 1999 (festival international du film de Busan)

## Distribution
- Choi Hak-rak
- Gi Ju-bong
- Ko In-bae
- Myeong Sun-mi

## Analyse
Le film est principalement en noir et blanc et préfigure le style visuel des films suivants de Park Chan-wook.